# 2-й цикл сонячної активності
2-й цикл сонячної активності — цикл сонячної активності, який тривав 9 років, починаючи з червня 1766 року та закінчуючи червнем 1775 року. Він був другим сонячним циклом, рахуючи від 1755 року, коли розпочався масштабний облік активності сонячних плям. Максимальне число Вольфа для кількості сонячних плям протягом сонячного циклу спостерігалося у вересні 1769 року і становило 193,0, а мінімум на початку циклу становив 18,6.
Спостереження сонячних плям, проведені Александром Вільсоном у цей період, дозволили встановити ефект Вільсона.